# Jupp Kapellmann
Jupp Kapellmann, född 19 december 1949 i Würselen, är en före detta västtysk professionell fotbollsspelare (mittfältare) som spelade fem landskamper i det västtyska landslaget 1973–1974 och vann VM-guld på hemmaplan 1974.
Kapellmann spelade för Alemannia Aachen och FC Köln innan han blev en del av FC Bayern Münchens storlag under 1970-talet. Han avslutade spelarkarriären efter två säsonger i 1860 München 1981.